# Rubin Szilárd
Rubin Szilárd (Budapest, 1927. szeptember 6. – Tapolca, 2010. április 14.) magyar költő, író, műfordító.

## Életpályája
Édesanyja 1937-ben tüdőgümőkórban elhunyt, anyai dédanyja nevelte Mohácson. Apai ágon zsidó származású, apja Rubin József könyvelő, akinek 1945 elején munkaszolgálatosként nyoma veszett. A csurgói protestáns gimnáziumba járt, majd az utolsó évben a pécsi Széchenyi István Gimnáziumba iratkozott át, itt érettségizett 1945-ben. Pécsett barátkozott össze Galsai Pongrác íróval. 1945-1947 között a Pázmány Péter Tudományegyetem angol-magyar szakos hallgatója volt. Közvetlenül a háború után költőként indult, az Újhold köréhez tartozott, itt kötött barátságot Pilinszky Jánossal. Publikált a Magyarok, Vigilia, Diárium és a pécsi Sorsunk folyóiratokban. Az 1950-es években prózaíróként folytatta, az 1960-as években a Filmvilágban és a Filmkultúrában kritikákat és cikkeket publikált. Volt lapkorrektor, kiadói lektor, a Családi Lap munkatársa, a Központi Sajtószolgálat kulturális rovatvezetője, az Interpress Kiadó olvasószerkesztője. Az 1980-as évektől kezdve folyamatosan betegeskedett, sok időt töltött kórházban. A rendszerváltáskor az MDF köréhez csatlakozott, a Magyar Fórumban Rádiónapló címen rovatot vezetett 1989-90-ben. 
Az 1960-as évek végén eredt nyomába a törökszentmiklósi rejtélyes gyilkosságoknak, melyek során 1953-54-ben öt tinédzser korú lánynak veszett nyoma. A tettesnek kikiáltott 20 éves Jancsó Ladányi Piroskát kivégezték, az íróban azonban kétségek merültek föl bűnösségét (ill. a magányos tettes teóriáját) illetően. Évtizedeken keresztül dolgozott a bűneset irodalmi feldolgozásán, de műve befejezetlen maradt. Az Aprószenteket halála után hagyatékból jelentették meg.

## Művei
- Földobott kő (regény, 1952)
- Partizánok a szigeten (kisregény, 1953)
- Szélvert porták (regény, 1956)
- Csirkejáték (kisregény, 1963)
- Mulatság a farkasveremben (bűnügyi regény, 1973)
- Római Egyes (kisregény, 1985)
- Aprószentek. Moritat; szerk., utószó Keresztesi József; Magvető, Budapest, 2012
- Zsebtükör. Válogatott írások; vál., szerk. Keresztesi József; Magvető, Budapest, 2013

## Műfordításai
- D. Dimov: Dohány (regény, Bödei Józseffel, 1955)